# Cairu
Cairu é um município brasileiro no litoral do estado da Bahia. Está localizado na Costa do Dendê e faz parte do Baixo Sul da Bahia, região que reúne aproximadamente 362 659 habitantes.
O nome do município tem origem no tupi e pode ser traduzido como "casa do sol".
O município de Cairu destaca-se como o terceiro maior polo turístico da Bahia, atrás de Salvador e Porto Seguro, com paisagens e praias paradisíacas, com destaque para Morro de São Paulo, distrito localizado na ilha de Tinharé.

## Etimologia
Existem duas etimologias aventadas para o topônimo "Cairu":
- viria do termo tupi cairu, que designava uma espécie de planta;[14]
- viria do termo tupi ka'iry, que significa "rio dos caís" (ka'i, "caí" + ry, "rio").[14]

## Demografia

### População
Segundo o Censo 2022 do Instituto Brasileiro de Geografia e Estatística (IBGE), a população do município de Cairu foi de 17 761 habitantes. Já de acordo com a estimativa de 2024, a população foi de 18 486 habitantes.